# Nyeri

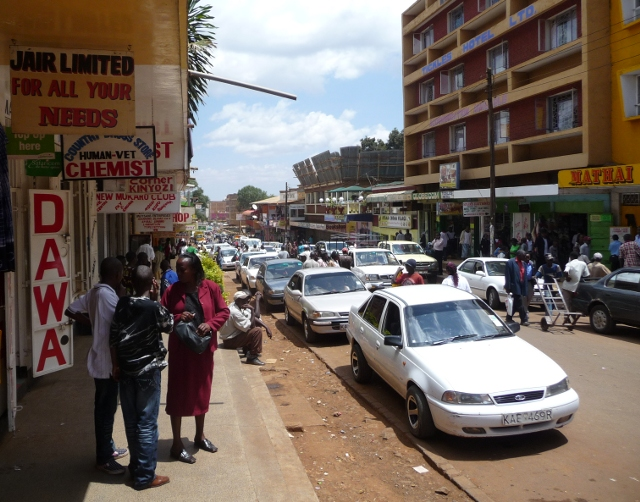
Gata i centrala Nyeri.

Nyeri är huvudort i distriktet Nyeri och i provinsen Central i Kenya. Centralorten hade 63 626 invånare vid folkräkningen 2009, med 125 357 invånare i hela kommunen. Den övervägande delen av befolkningen talar kikuyu som modersmål.
Scouternas grundare Robert Baden Powell och hans maka Olave Baden-Powell är begravda i Nyeri. Kenya har förklarat graven som nationalmonument. 

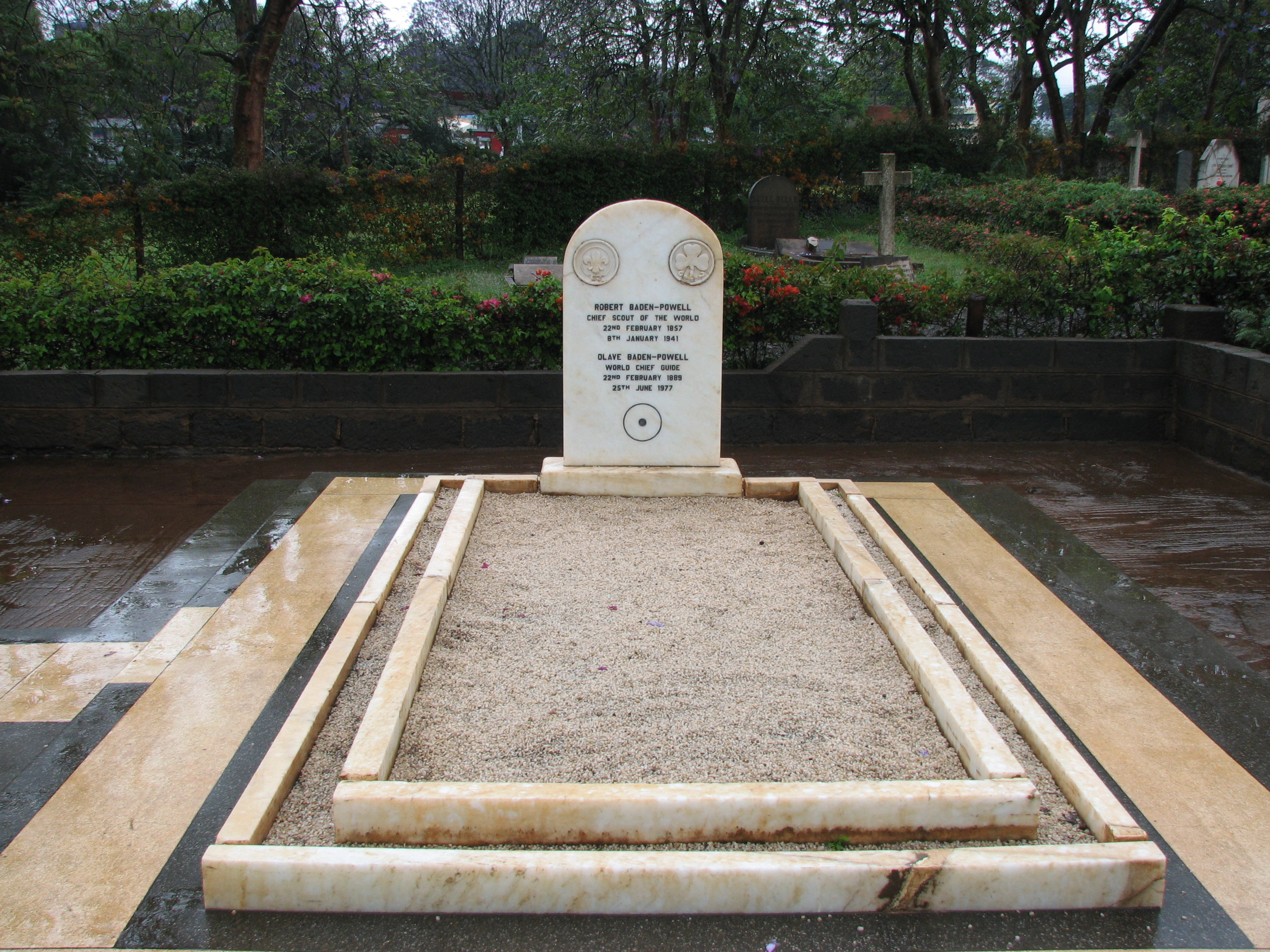
Robert och Olave Baden-Powells grav.